# كاستروبول
بلدية كاستروبول (بالإسبانية: Castropol) هي بلدية تقع في منطقة أستورياس شمال غرب إسبانيا.

## الديموغرافيا
بلغ عدد سكان بلدية كاستروبول 3.762 نسمة عام 2011 (وفقاً للمعهد الوطني للإحصاء الإسباني).
| 4.547 | 4.417 | 4.204 | 3.998 | 3.922 | 3.845 | 3.762 |